# Moteur à six temps
Le moteur Crower six temps est une variante à haut rendement d'un moteur à explosion que Bruce Crower développe à partir de 2004 et au moins jusqu'en 2006.
Deux temps sont ajoutés aux quatre temps d'un moteur classique à cycle de Beau de Rochas, ce qui en fait un moteur à six temps : une troisième course descendante à vapeur et une troisième course montante pour évacuer cette vapeur en entraînant une partie de la chaleur du moteur.
Le moteur démarre à froid suivant un cycle de Beau De Rochas, sans utiliser initialement les cinquième et sixième temps. Lorsque la température dans la chambre de combustion atteint environ 200 °C, les cinquième et sixième temps sont mis en service. Juste avant le cinquième temps, de l'eau est injectée directement dans la chambre de combustion avec la pompe d'injection de carburant, ce qui crée de la vapeur et un autre temps moteur. Le changement de phase de l'eau en vapeur refroidit la chambre de combustion tout en poussant le piston. Comme une grande partie de la chaleur du moteur est transformée en vapeur, il n'est plus nécessaire d'avoir un système de refroidissement du moteur. L'énergie dissipée habituellement en refroidissement a été en partie utilisée pour créer de l'énergie mécanique.
Dans le prototype de Crower, le débit d'eau consommée est du même ordre que celui du carburant mais, à l'avenir, il est prévu de condenser la vapeur pour recycler l'eau.

## Avantages
Crower avance une réduction de consommation de carburant de 40 % ainsi qu'une réduction des émissions.
Le principal avantage de cette conception de moteur est sa capacité à récupérer une partie de la puissance ordinairement perdue dans l'échappement d'un moteur classique[réf. nécessaire]. De plus, comme le moteur est refroidi par l'intérieur, il est possible d'utiliser un taux de compression plus élevé, améliorant le rendement de manière complémentaire sans mettre en jeu la durabilité du moteur[réf. nécessaire]. Cette capacité d'évacuer la chaleur permet aussi l'usage de mélange ultra-pauvre, apportant un autre gain en rendement et en émissions.
Le poids supplémentaire du système de condensation sera compensé par la suppression du système de refroidissement.
Cette modification est mécaniquement relativement simple par rapport à un système de type « hybride », par exemple, et ne devrait entraîner que des changements d'habitudes mineurs pour les mécaniciens automobiles.
Pour une puissance donnée, la taille du moteur devrait être réduite du fait qu'il y a maintenant deux temps moteurs au lieu d'un seul. Les deux temps moteurs devraient aussi améliorer la régularité du cycle et le couple sur toute la plage de fonctionnement.
On évite dans ce moteur l'usage d'une chaudière comme il en existe dans les moteurs à vapeur.

## Inconvénients
Une période de préchauffe est nécessaire pour les applications automobiles. La puissance et le rendement sont réduits lors de cette période, mais pas plus que pour un moteur à quatre temps classique. L'absence de système de refroidissement devrait réduire l'inertie thermique et la durée du temps de préchauffage.
Injecter de l'eau froide sur un piston chaud crée des contraintes thermiques. Ceci est aussi le cas pour le bloc moteur, les échappements et un éventuel turbocompresseur.
Il faut prévoir un système de traçage/dégivrage pour le système d'eau, qui ne peut pas être additionnée d'antigel.
La contamination de l'huile par l'eau lors des cinquième et sixième temps est un des points les plus délicats à résoudre mais il est possible d'ajouter un segment complémentaire et d'utiliser des huiles hydrophobes.
Un condenseur est un frein à la circulation des gaz d'échappement mais il est possible d'envisager une sortie de la vapeur séparée de celle des gaz d'échappement. Dans le cas d'un moteur à turbocompresseur, on peut envisager une soupape pour rediriger les flux en aval de ce turbo afin de permettre le fonctionnement du turbo avec les gaz d'échappement et la vapeur.[réf. nécessaire]
Des tests de longue durée sont nécessaires afin de valider la construction, les matériaux (éventuellement inoxydables) et les lubrifiants.
Des systèmes comparables ont déjà été proposés mais la demande de brevet de Crower ne mentionne pas de brevets antérieurs pour un moteur à six temps,. À la date de mai 2008, aucun brevet n'a encore été attribué.
Il ne faut pas confondre ce système avec les injections d'eau en amont des moteurs qui permettent de réduire la température de combustion et d'augmenter le taux de compression.
La puissance de la course « vapeur » est plus faible que celle de la course de « combustion », nécessitant un volant d'inertie important pour un moteur ayant peu de cylindres.
Bien que le cycle de Crower puisse fonctionner avec tout type de carburant, la théorie suggère qu'il est plus rentable de l'utiliser avec un moteur diesel à rotation lente et course longue.[réf. nécessaire]

## Brevets et antécédents
Comme indiqué ci-dessus, une demande de brevet n'a pas abouti. Le même concept étant utilisé dans un certain nombre de brevets existants (voir ci-dessous, notamment le brevet 4143518), des antériorités sont prouvées.

### Brevets américains liés
- 1339176 - Internal combustion engine, 4 mai 1920. Leonard H. Dyer invente le premier moteur 6-temps à combustion interne et injection d'eau en 1915.
- 3964263 - Six cycle combustion and fluid vaporization engine, 22 juin 1976
- 4143518 - Internal combustion and steam engine, 13 mars 1979
- 4301655 - Combination internal combustion and steam engine, 24 novembre 1981
- 4433548 - Combination internal combustion and steam engine, 28 février 1984
- 4489558 - Compound internal combustion engine and method for its use, 25 décembre 1984
- 4489560 - Compound internal combustion engine and method for its use, 25 décembre 1984
- 4736715 - Engine with a six-stroke cycle, variable compression ratio, and constant stroke, 12 avril 1988
- 4917054 - Six-stroke internal combustion engine, 17 avril 1990
- 4924823 - Six stroke internal combustion engine, 15 mai 1990
- 6253745 - Multiple stroke engine having fuel and vapor charges, 3 juillet 2001
- 6311651 - Computer controlled six stroke internal combustion engine and its method of operation, 6 novembre 2001
- 6571749 - Computer controlled six stroke cycle internal combustion engine and its method of operation, 3 juin 2003
- 7021272 - Computer controlled multi-stroke cycle power generating assembly and method of operation, 4 avril 2006